# Valkeakoski
Valkeakoski es una ciudad y municipalidad de Finlandia.
Valkeakoski está localizado 30 km al sur de Tampere, 150 km al norte de Helsinki en la provincia de Finlandia Occidental, y es parte de la región de Pirkanmaa. El municipio tiene una población de 21,200 (2015) y cubre un área de 372.03 km². La densidad de población es de 77,96 habitantes por kilómetro cuadrado.
La principal lengua en la municipalidad es el finlandés.
Valkeakoski es conocido por su industria papelera y su exitoso equipo de fútbol, el FC Haka.